# Phylloxera tuberculifera
Phylloxera tuberculifera är en insektsart som beskrevs av Duncan 1922. Phylloxera tuberculifera ingår i släktet Phylloxera och familjen dvärgbladlöss. Inga underarter finns listade i Catalogue of Life.